# Désiré-Albert Barre
Désiré-Albert Barre (Parigi, 1818 – Parigi, 1878) è stato un medaglista e incisore francese, 18° Graveur général des monnaies dal 27 febbraio 1855 alla sua morte.
Era il figlio di Jacques-Jean Barre.

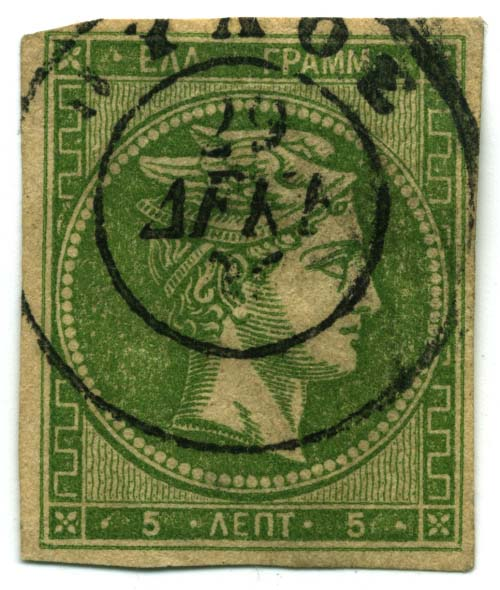
Tipo Hermes

## Biografia
Nel febbraio 1855,  succede al padre, Jacques-Jean Barre, nel posto di Graveur général des monnaies. Scrive Graveurs Généraux et particuliers des Monnaies de France, Contrôleurs Généraux des Effigies, Noms de quelques graveurs en Médailles de la Renaissance Française, pubblicato nel 1867.
Nel 1855, riprende il lavoro del padre, comprese le incisioni dei francobolli francesi anche se non gli piace Anatole Hulot, l'imprenditore incaricato della loro stampa e specialista di galvanoplastica.
Per far concorrenza a questa tecnica di riproduzione dei cliché necessari per creare le lastre di stampa dei francobolli, Désiré-Albert Barre inizia delle prove dal 1858 al 1859 con il torchio per la coniazione. Produce anche, su ordine della Commission des Monnaies, delle prove del tipo Cérès, anche se infine Hulot conserva il suo contratto abbassando i prezzi. Nel 1861, grazie ai ritardi di Hulot, il torchio a bilanciere permette comunque a Barre di assumere il contratto di produzione delle lastre per la stampa dei primi francobolli della Grecia con il tipo Hermès, di cui ha realizzato qualche mese prima i disegni e il punzone.
Nel 1876, fornisce lo stesso lavoro per la creazione di due francobolli complementati.
Mentre si rinfacciano reciprocamente la responsabilità dei ritardi, la relazioni tra Hulot e Barre causano ritardi nella produzione dei nuovi francobolli agli inizi degli anni 1860.
In disaccordo con il progetto di Hulot per il francobollo con la nuova effigie laureata di Napoleone III scelta all'inizio del 1861, Barre ritarda la consegna dei punzoni, poi per due volte Hulot restituisce il punzone a Barre giudicati danneggiati per fare modifiche. Le emissioni comunque sono stamapte dal 1862 al 1870. Nell'agosto del 1866, anche se ha fatto il modello già nel mese di luglio, Désiré-Albert si rifiuta ora di incidere il punzone per il nuovo francobollo da cinque franchi.  Hulot si deve accontentare di copie di vecchi punzoni.
Dopo la sua morte, il fratello Jean-Auguste Barre prende il suo posto nell'anno 1879 comme Graveur général des monnaies.